# (613813) Svevastallone
(613813) Svevastallone es un asteroide perteneciente al cinturón de asteroides, descubierto el 19 de septiembre de 2007 por Albino Carbognani desde Saint-Barthelemy, Valle de Aosta, Italia

## Designación y nombre
Designado provisionalmente como 2007 SB1. Fue nombrado por Sveva Stallone (n. 1960) quien es una periodista, bloguera y radioaficionada italiana que trabaja principalmente en periodismo técnico. Interesada en la astronomía, Sveva fue editora y presentadora del programa de radio de divulgación científica Alfa & Omega, emitido por una emisora de radio de Milán. Su primer interés por la astronomía fueron las lunas de los planetas gigantes.

## Características orbitales
Svevastallone está situado a una distancia media del Sol de 2,775 ua, pudiendo alejarse hasta 3,372 ua y acercarse hasta 2,179 ua. Su excentricidad es 0,215 y la inclinación orbital 3,705 grados. Emplea 1688,92 días en completar una órbita alrededor del Sol.
Los próximos acercamientos a la órbita de Júpiter ocurrirán el 11 de noviembre de 2042 y el 17 de febrero de 2126.

## Características físicas
La magnitud absoluta de Svevastallone es 17,69.